# 大塚一朗
大塚 一朗（おおつか いちろう、1964年11月3日 - ）は、富山県富山市出身の元サッカー選手、サッカー指導者。サッカーモンゴル代表監督を務める。

## 来歴
9歳からサッカーを始め、富山第一高校、法政大学と進み、古河電工に入社した。チームメイトに岡田武史や奥寺康彦がいた。2年プレーして引退。
1989年に渡英し、当時古河電工サッカー部と提携関係にあったウェストハム・ユナイテッドFCで1年間に亘り指導者について学び、イングランドのインターナショナルライセンス（18歳以下のチームの指揮が可能）を取得した。
1990年に帰国し、アローズ北陸のコーチに就任。在任中の1995年、第50回ふくしま国体において富山県選抜チームの監督兼選手として出場し、初優勝を果たした。
2002年をもってアローズ北陸を退団。家業の水産業を経営し、富山県サッカー協会で国体県選抜チームのコーチなどを務めるかたわら、UEFA公認A級コーチライセンスの研修を受け、2004年にライセンスを取得した。これはUEFAにおける最上位ライセンスで（日本サッカー協会指導者ライセンスにおける公認S級に相当）、日本国内で2人目の取得である。
2005年、アルビレックス新潟シンガポール監督に就任。2年間チームを率いた。
2008年、富山第一高校サッカー部コーチに就任。2012年より監督を務める。2013年から2014年にかけて行われた、第92回全国高等学校サッカー選手権大会にて、同校および富山県勢初の優勝を果たした。

## 所属クラブ
- 1980年 - 1982年 富山第一高等学校
- 1983年 - 1986年 法政大学
- 1987年 - 1988年 古河電工

## 指導者経歴
- 1990年 - 2002年 アローズ北陸コーチ[1]
- 1997年 - 2000年 富山県国体成年女子監督
- 2003年 - 2004年 富山県サッカー協会（国体県選抜チーム強化コーチ）[5]
- 2005年 - 2006年 アルビレックス新潟シンガポール監督[6]
- 2007年 - ナショナルトレーニングセンター北信越担当コーチ[9]
- 2008年 - 2011年 富山第一高等学校コーチ[7]
- 2012年 - 2021年 富山第一高等学校監督[7]
- 2022年 - 現在 サッカーモンゴル代表監督

## 指導者タイトル
- 1995年 第50回ふくしま国体 優勝（富山県選抜監督兼選手）[2]
- 1998年 第53回かながわ・ゆめ国体 準優勝（富山県選抜成年女子監督）[10]
- 2014年 第92回全国高等学校サッカー選手権大会 優勝（富山第一高等学校監督）[8]

## テレビ出演
- 行列のできる法律相談所（2014年3月9日）[11]

## DVD
- 『ハイプレス&ショートカウンター～富山第一・大塚一朗のサッカー指導術～』　ティアンドエイチ株式会社　2016年